# САМ-6
САМ-6 — советский экспериментальный самолёт конструкции А. С. Москалёва. Машина была построена в 1934 году и проходила лётные испытания.

## История создания
Проект был разработан Москалёвым в период его работы на Воронежском авиационном заводе №18 в 1933 году. На самолёте предполагалось провести лётные испытания аэродинамической схемы бесхвостка использованной в проекте бесхвостого истребителя сопровождения САМ-7, а также одноколёсное шасси. Машина была построена на заводе №18 в 1934 году, при этом она имела нормальное хвостовое оперение которое возможно было демонтировать для исследования чистой бесхвостой схемы. Во время испытательных полётов в воздухе машина не показала существенных отличий в устойчивости и управляемости от самолётов обычной аэродинамической схемы, однако рулёжка, взлет и посадка оказались относительно сложными и требующими повышенного внимания, так во время первого полёта выполненного лётчиком Ремзюком на посадке самолёт задел шайбами землю, что однако не привело к существенной аварии. В дальнейшем испытательные полёты выполнял лётчик Гусаров А. Н. На самолёте был проведен весь комплекс заводских испытаний, в том числе и с демонтированным хвостовым оперением, когда управление осуществлялось элеронами и рулями на крыльевых шайбах. После завершения испытаний самолёт был передан в аэроклуб.

## Конструкция
САМ-6 представлял собой двухместный одномоторный свободнонесущий моноплан с трапециевидным крылом на концах которого были установлены вертикальные поверхности "шайбы".
- Хвостовое оперение — демонтируемое обычного типа.
- Шасси — одноколёсное с хвостовым костылём и балансировочными полозками установленными на "шайбах" на концах крыла. Вместо основного колеса могла быть установлена лыжа.[1]

## Варианты
- САМ-6 бис — спортивный вариант, установлены шасси пирамидального типа. Имел хвостовое оперение.

### Технические характеристики (САМ-6 бис)
- Экипаж: 2
- Длина: 4,5 м
- Размах крыла: 8 м
- Высота:
- Площадь крыла: 12 м²
- Коэффициент удлинения крыла:
- Профиль крыла:
- Масса пустого: 380 кг
- Масса снаряженного: кг
- Нормальная взлетная масса: кг
- Максимальная взлетная масса: 500 кг
- Масса полезной нагрузки: кг
- Масса топлива и масла: кг
- Двигатели: 1× М-23
- Мощность: 1× 65 л.с.

### Лётные характеристики
- Максимальная скорость:
  - у земли: 130 км/ч
  - на высоте:
- Крейсерская скорость: 168 км/ч
- Посадочная скорость: 55 км/ч
- Практическая дальность: 200 км
- Практический потолок: 3000 м
- Скороподъёмность: м/с
- Нагрузка на крыло: кг/м²
- Тяговооружённость: Вт/кг
- Максимальная эксплуатационная перегрузка: g[1]